# 훈스리크어
훈스리크어(Hunsrick)는 남아메리카의 일부 독일계 주민 공동체에서 사용되는 독일어 계통의 방언이다. 서중부 독일어에 속한 모젤 프랑크어의 일종으로 분류되는 훈스뤼크 방언(Hunsrückisch)에서 유래하였다. 브라질의 Antônio Carlos, Santa Maria do Herval, São João do Oeste 지자체에서 공동 공용어로 지정되어 있다. 훈스리크어는 브라질의 히우그란지두술주, 산타카타리나주, 파라나주에서 주로 쓰이며, 인접국인 파라과이와 아르헨티나에도 화자가 있다.
이 언어는 브라질 제국 시대이던 1824년부터 독일 서부의 훈스뤼크(Hunsrück) 지역으로부터 브라질 남부로 이주해온 주민들의 방언에서 유래하였다. 훈스뤼크 방언을 기반으로 하고 있으나 동포메라니아어나 플라우트디치 등 다른 독일어 방언은 물론 브라질의 국어인 포르투갈어의 영향도 크게 받았다. 특히 포르투갈어 유래 어휘는 비행기, 트럭, 텔레비전 등 주로 주민들이 브라질에 도착한 이후에 새로 생겨난 개념을 가리키는 차용어가 많다.

## 같이 보기
- 독일계 브라질인
- 브라질 독일어
- 트란실바니아 작센어